# Filëvskij Park (Mosca)
Il quartiere Filëvskij Park (in russo Район Филёвский Парк?) è un quartiere di Mosca sito nel Distretto Occidentale.
Prende il nome dall'omonimo parco che si trova nel quartiere; il nome del parco a sua volta deriva dal nome del fiume Fil'ka, affluente della Moscova da molto tempo interrato nel sottosuolo, alla cui foce si trovava già nel 1454 l'abitato di Fili.
Fili fu dato alle fiamme durante l'occupazione delle truppe napoleoniche; l'anno 1812, che compare nello stemma e nella bandiera, ricorda un'assemblea cruciale per il destino di Mosca, in cui il generale Michail Illarionovič Kutuzov prese il comando della vittoriosa guerra contro i francesi.
Alla fine del XIX secolo Mosca lambisce l'abitato di Fili, che ospita una fabbrica di tessuti stampati. Molta della popolazione coltiva ortaggi per i mercati moscoviti. Fili entra a far parte del territorio cittadino di Mosca nel 1935.